# カステッルッチョ・デイ・サウリ
カステッルッチョ・デイ・サウリ（イタリア語: Castelluccio dei Sauri）は、イタリア共和国プッリャ州フォッジャ県にある、人口約2,100人の基礎自治体（コムーネ）。

## 地理

### 位置・広がり

#### 隣接コムーネ
隣接するコムーネは以下の通り。
- アスコリ・サトリアーノ
- ボヴィーノ
- デリチェート
- フォッジャ
- オルサーラ・ディ・プーリア
- トローイア